# Požeginja
Požeginja (cyr. Пожегиња) – wieś w Czarnogórze, w gminie Bijelo Polje. W 2011 roku liczyła 43 mieszkańców.